# Andre Frazier
Andre Frazier (født 29. juni 1982) er en professionel amerikansk fodbold-spiller fra USA, der spiller for det professionelle NFL-hold Pittsburgh Steelers. Han spiller positionen linebacker.